# بيسيوميات حديثة
بيسيوميات حديثة (الاسم العلمي: Neobisiidae)، فصيلة دويبات من العقارب الزائفة موزعة في جميع أنحاء إفريقيا والأمريكتين وأوراسيا وتتكون من 550 نوعًا ضمن 32 جنسًا. تعيش بعض أنواعه في الكهوف بينما تعيش أنواع أخرى على السطح.